# Spherillo russoi
Spherillo russoi är en kräftdjursart som först beskrevs av Arcangeli1927.  Spherillo russoi ingår i släktet Spherillo och familjen Armadillidae. Inga underarter finns listade i Catalogue of Life.